# Chirotica protector
Chirotica protector är en stekelart som först beskrevs av André Seyrig 1952.  Chirotica protector ingår i släktet Chirotica och familjen brokparasitsteklar. Inga underarter finns listade i Catalogue of Life.